# Echeandia skinneri
Echeandia skinneri là một loài thực vật có hoa trong họ Măng tây. Loài này được (Baker) Cruden mô tả khoa học đầu tiên năm 1986.